# Торпедная атака

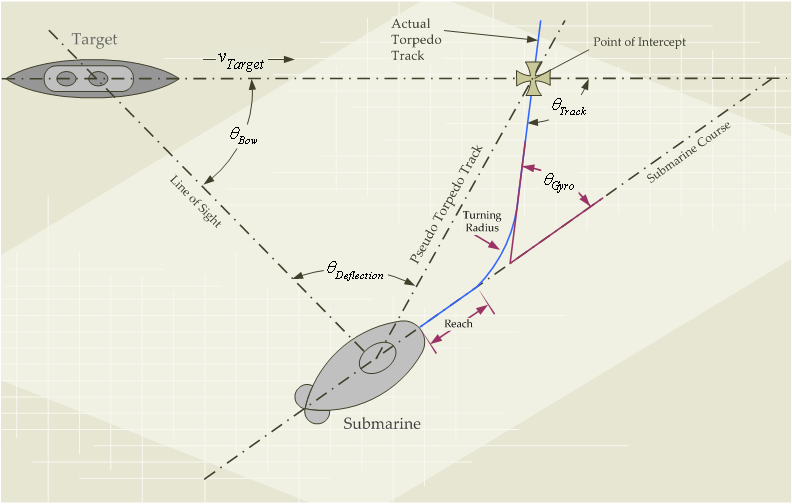
Схема маневрирования при выходе в торпедную атаку

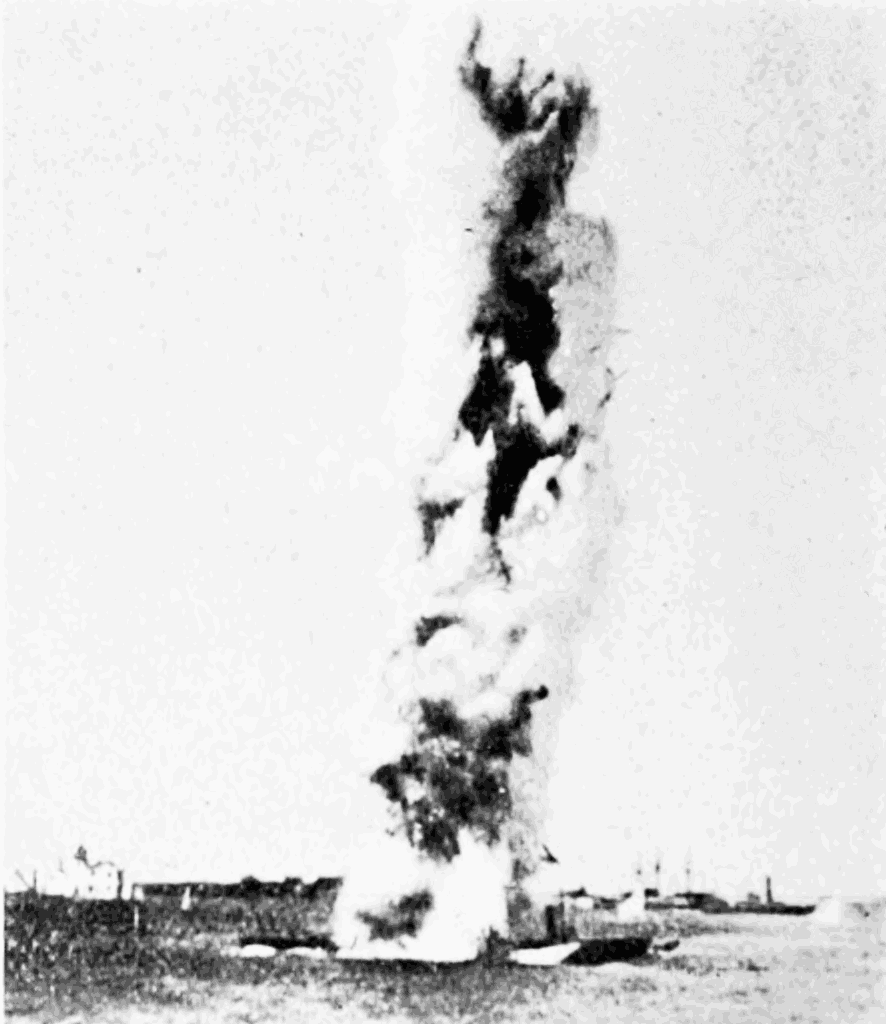

Торпедная атака — сочетание манёвров корабля[уточнить] с применением торпедного оружия для поражения морской цели (противника) для её уничтожения или выведения из строя.
Торпедная атака может осуществляться: с подводной лодки по подводным лодкам, надводным кораблям и судам противника; надводными кораблями по надводным и подводным целям, а также береговыми торпедными установками. Элементами торпедной атаки являются: оценка позиции относительно обнаруженного противника, выявление главной цели и её охранения, определение возможности и способа торпедной атаки, сближение с целью и определение элементов её движения, выбор и занятие позиции для стрельбы, стрельба торпедами

## Торпедная стрельба
Завершением торпедной атаки является торпедная стрельба. Она заключается в следующем: производится вычисление данных стрельбы, далее они вводятся в торпеду; выполняющий торпедную стрельбу корабль занимает расчётную позицию и производит залп. Торпедные стрельбы бывают боевыми и практическими (учебными). По способу выполнения они делятся на залповые, прицельные, одиночной торпедой, по площади, последовательными выстрелами. Дистанцию стрельбы ограничивает предельная дальность хода торпеды.
Прицельную стрельбу производят при наличии точного знания элементов движения цели и дистанции до неё. Может выполняться одиночными выстрелами торпед или залповой стрельбой. Торпедная стрельба по площади производится залпом или с временными интервалами.

### Стрельба одиночной торпедой
Одна торпеда в атаке используется, когда нет сомнений в определении элементов движения цели (например, цель неподвижна, дистанция до неё точно измерена) или когда требуется экономить торпеды — вдали от возможности пополнить боезапас, в присутствии большого количества целей, которые необходимо поразить, или в учебных целях для снижения затрат.

### Торпедный залп

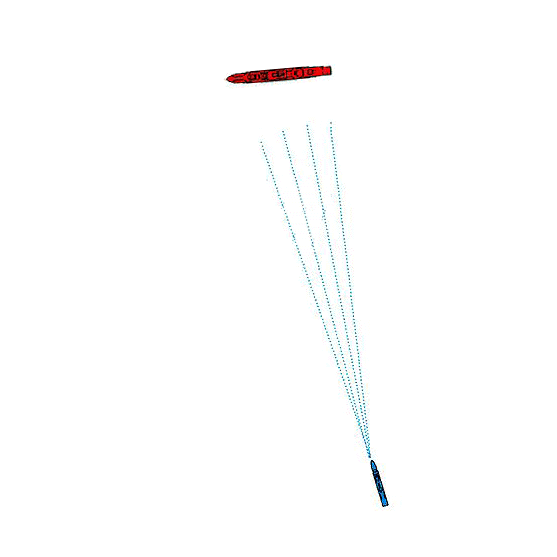
Схема веерного залпа с подводной лодки четырьмя прямоидущими торпедами

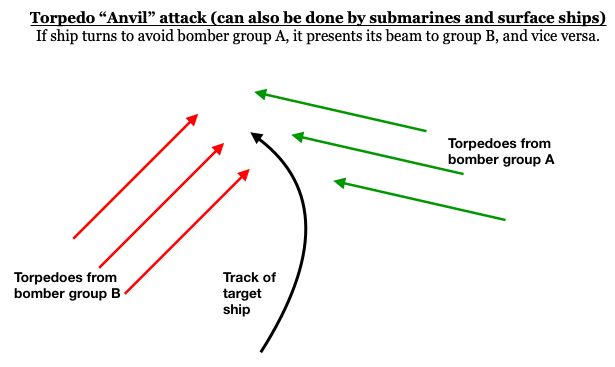
Схема атаки корабля двумя группами торпедоносцев. Пример залповой стрельбы параллельно идущими торпедами.

Залповая стрельба торпедами состоит из одновременного выпуска из торпедных аппаратов двух и более торпед для обеспечения повышенной вероятности попадания в цель. При торпедной стрельбе по площади торпедами перекрывается вероятная площадь нахождения цели. Этот вид стрельбы применяется для перекрытия ошибок в определении элементов движения цели и дистанции. Различают стрельбу сектором (веером) и с параллельным ходом торпед.

### Стрельба с временны́ми интервалами
Под торпедной стрельбой последовательными выстрелами подразумевают стрельбу, при которой торпеды выстреливаются последовательно одна за другой через заданные интервалы времени для перекрытия ошибок в определении элементов движения цели и дистанции до неё.

### Торпедный треугольник

Пример торпедного треугольника. В его вершинах — атакующий корабль, цель, точка поражения.

При стрельбе по неподвижной цели торпеда выстреливается в направлении на цель, при стрельбе по движущейся цели — под углом к направлению на цель в сторону её движения (с упреждением). Угол упреждения определяется с учётом курсового угла цели, скорости движения и пути корабля и торпеды до их встречи в упреждённой точке. Нахождение направления и момента времени пуска торпеды называют решением торпедного треугольника.

### Системы управления торпедной стрельбой
В промежутке между двумя мировыми войнами в США системы управления торпедной стрельбой претерпели радикальные изменения. 

## Торпедная атака с использованиемядерного боезаряда
10 октября 1957 года прошли первые испытания отечественной торпеды с ядерным боевым зарядным отделением (БЗО). Торпеда 53-58, выпущенная с подводной лодки С-144 (капитан 1-го ранга Г. В. Лазарев) проекта 613, пройдя 10 километров, взорвалась на глубине 35 метров. Результатом её действия стало потопление всех кораблей, предназначенных для испытаний (двух эсминцев, двух подводных лодок и двух тральщиков). Стало ясно, что новое оружие может определить результат не отдельного морского боя, а целой операции. Уже в 1958 году Военно-морской флот СССР принимает на вооружение торпеду 53-58 с ядерной боевой частью РДС-9.